# بيوڭرى
بيوڭرى هي مدينة مغربية وعاصمة إقليم شتوكة آيت باها، في جهة سوس ماسة جنوب المغرب. وهي تضم 933 37 حسب إحصاء سنة 2014 . وتبعد عن أكادير بحوالي 20 كلم، ويحيط بها من جميع الجوانب دواوير تابعة لجماعة وادي الصفاء القروية. وتعد مدينة بيوكرى من أكبر مزودي السوق الوطنية المغربية بالخضر والفواكه المتنوعة، وليست مدينة بيوكرى بتلك المدينة الكبيرة في مساحتها، بل صغيرة ومتنوعة الثقافات والأنشطة الاقتصادية من فلاحة وتجارة وعقار وغيرها.

## التسمية
سميت مدينة بيوڭرى بهذا الاسم نسبة إلى أبوابها التاريخية المعروفة، والتي كانت آنذاك رمزا تاريخيا للمدينة قبل أن يتم هدمها من قبل السلطات لإعادة هيكلة المدينة على الرغم من القضاء على موروث ثقافي وتاريخي عريق. وتعني كلمة «بيوڭرى» بالأمازيغية «ذات الأبواب» أو «بي إكَّورا»، على الرغم من أن هناك رواية أخرى تقول أن التسمية ترجع لوجود منطقة تتواجد بها ضايات مائية مما يوفر وسطا خصبا لعيش الضفادع، مما أدى إلى إطلاق «بي إكْرا» بالأمازيغية على المدينة أي بمعنى «صاحب الضفادع».

## تاريخ
ترجع تسمية مدينة بيوكرى إلى عهد الإستعمار الفرنسي للمغرب، حيث بداية تأسيس المدينة، إذ كان القائد «إرعى» أنذآك من مشاهير مدينة بيوكرى في بداياتها، حيث كان معروفا بطغيانه وجبروته. وكانت مدينة بيوكرى معقلا للإستعمار الفرنسي ونقطة تمركز لها في حربها مع قوات المقاومة المغربية الشريفة المتواجدة بجبال مدينة «أيت بها» التي تقع على بعد 20 كلم من مدينة بيوكرى.

## اللغات
تعتبر مدينة بيوكرى مزيجا من الثقافات المتنوعة، حيث أن سكانها الأصليين يتحدثون اللغة الأمازيغية السوسية، وهم سكان القرى المحيطة بالمدينة قبل تأسيسها، اللذين هاجروا إليها بعد ذلك من مختلف دواوير جماعة واد الصفاء القروية.
إلى جانب ذلك نجد أيضا سكان ذو أصول شمالية من المغرب وآخرين من أقصة جنوبيه، وبهذا نجد إضافة نوعية لكل من اللغات الأمازيغية والعربية الحسانية الصحراوية والعربية بكل تصنيفاتها الأخرى.

## الأمن
إلى غاية سنة 2010، كانت مدينة بيوڭرى لا تتوفر على أي مركز للشرطة، وكانت تابعة إدارياً للدرك الملكي، وقد تم في أكتوبر 2010 تدشين مقر المديرية الإقليمية للأمن الوطني في بيوڭرى، بهدف تعزيز الأمن بالمدينة على إثر تسجيل سلسلة من الجرائم في السرقة واعتراض سبيل المارة والمتاجرة في المخدرات والكحول، بعد أن اتخذ تجار المخدرات منطقة بيوكَرى وغيرها مرتعا لنشاط تجارتهم بالرغم من المجهودات التي بذلها سابقا الدرك الملكي لتقويض هذه الجرائم. وبعد دخول الأمن الوطني، وانتشار رجال الأمن في المدينة، أصبحت نسبة الجرائم تعرف انخفاضاً كبيراً.

## البنية التحتية
تعرف مدينة بيوڭرى. وقد ظلت بيوڭرى ولعهود مقرونة بشارع رئيسي وحيد، وهي الوضعية المستمرة إلى اليوم، إذ يُلاحظ أن غالبية مقرات المرافق ومؤسسات الدولة والأبناك والشركات الخاصة، بالإضافة إلى أهم الأنشطة التجارية، بقيت لصيقة بهذا الشارع الذي يخترق وسط المدينة؛ فرغم «الثورة الإسمنتية» التي عرفتها المدينة، والمجهودات في تنزيل عدد من برامج الدولة في الأحياء الهامشية وناقصة التجهيز، إلا أن الواقع الحالي لهذه المدينة لازال يستلزم تنزيل برامج تنموية وتأهيلية، من شأنها أن تحولها، فعليا، إلى حاضرة حقيقية لإقليم اشتوكة آيت باها.

## ألبوم صور المدينة

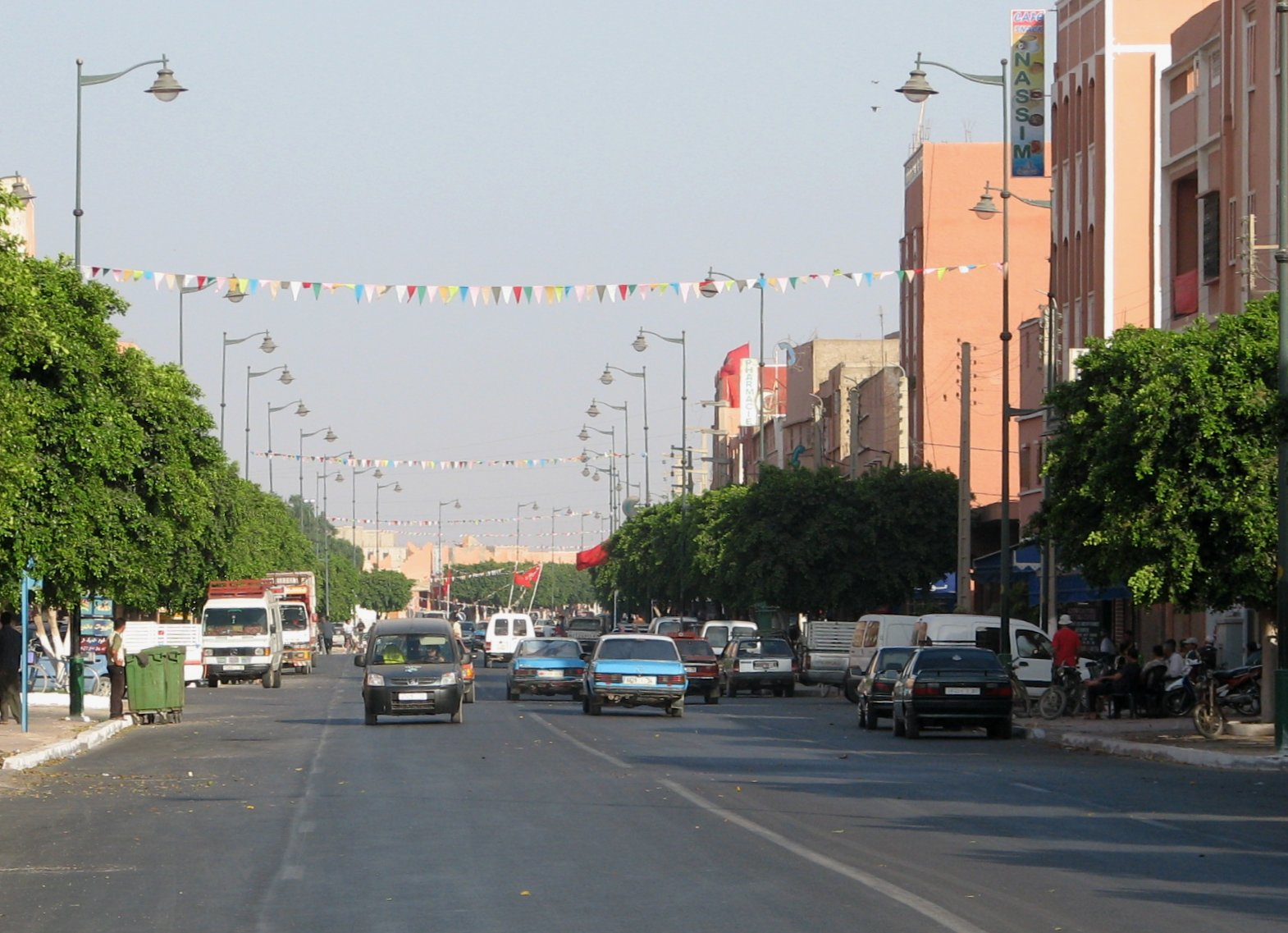
شارع الحسن الثاني حي لاشالي
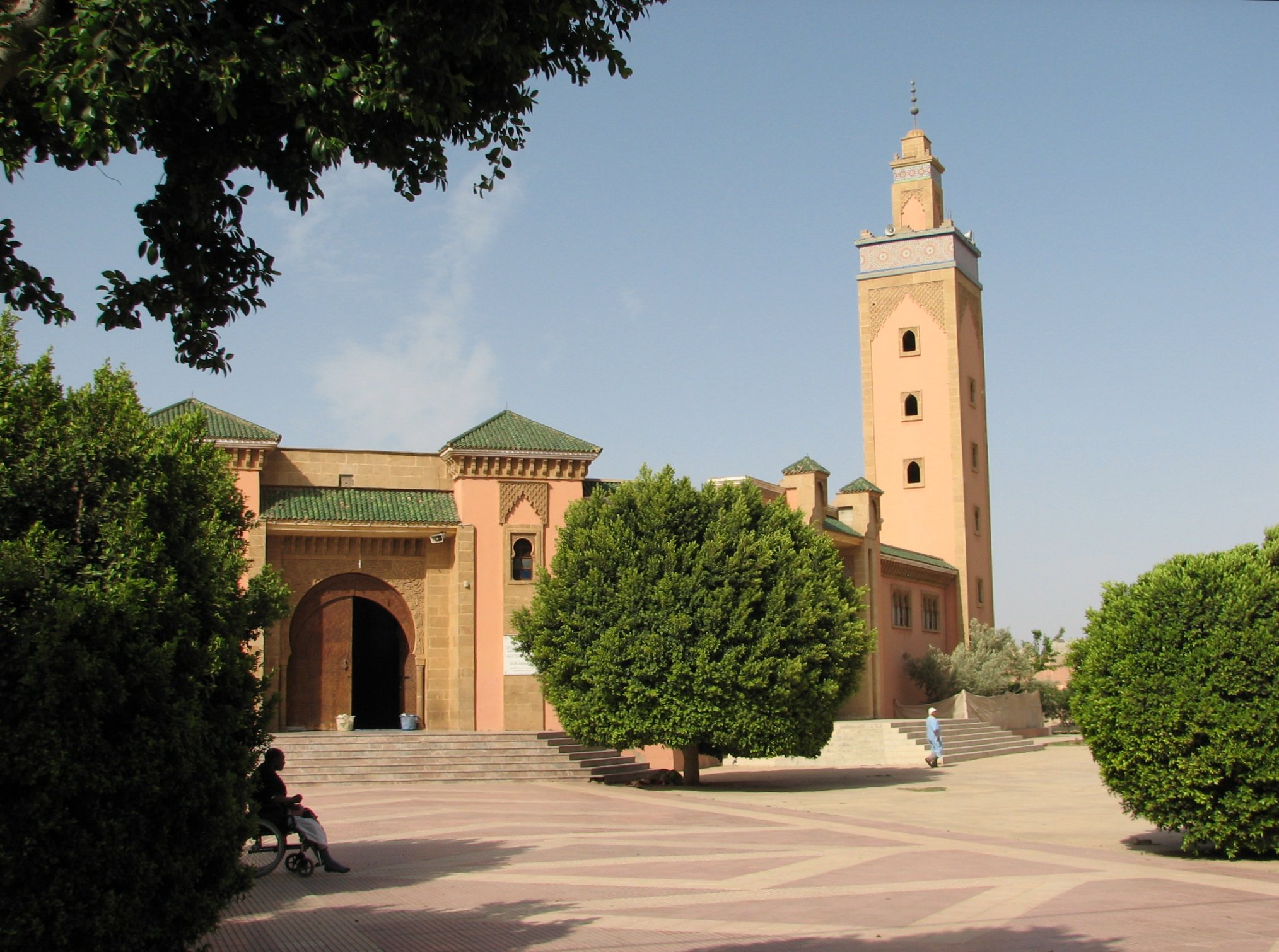
المسجد الكبير الإمام الجزولي
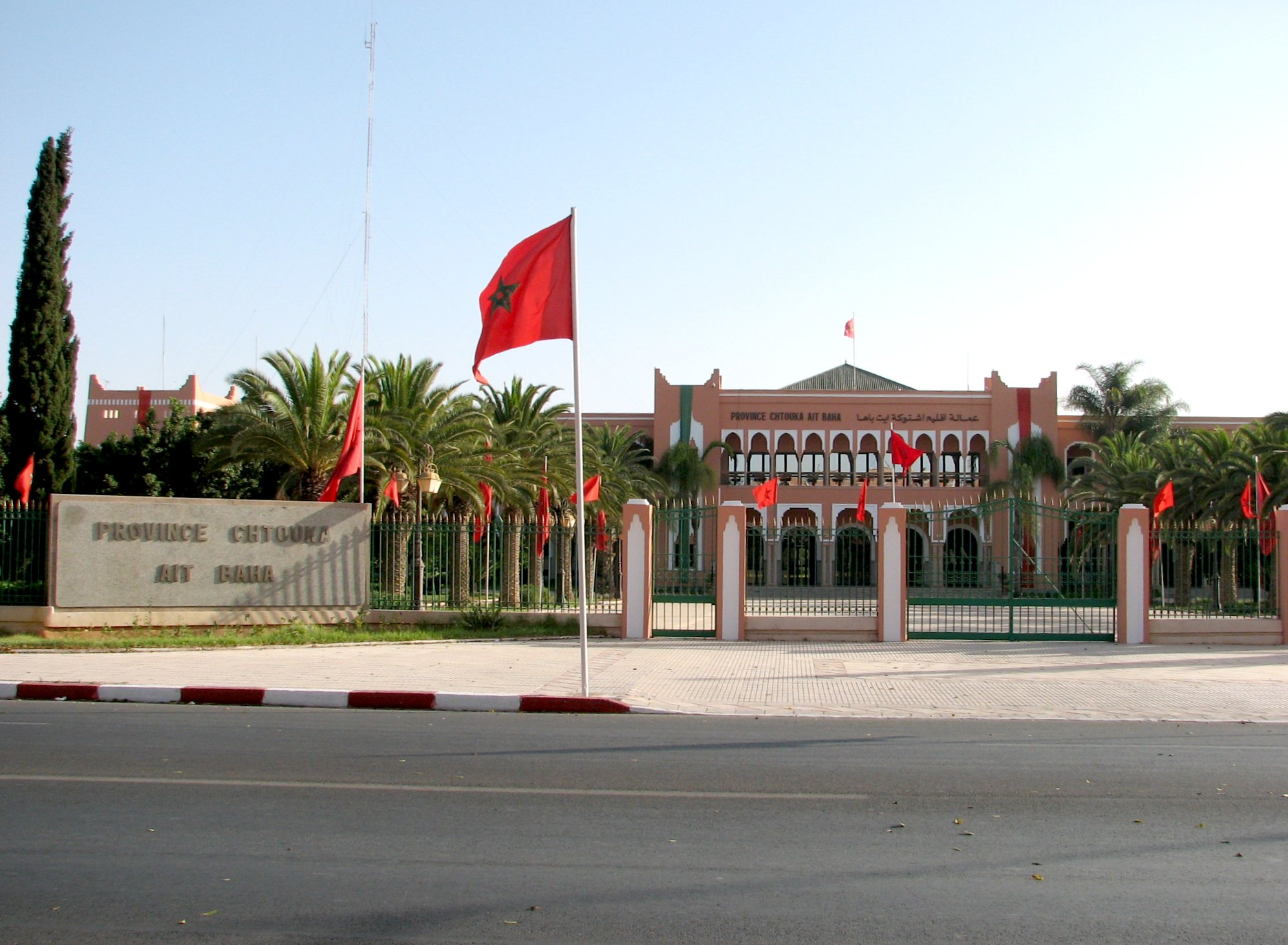
مقر عمالة إقليم اشتوكة أيت باها مدينة بيوكرى
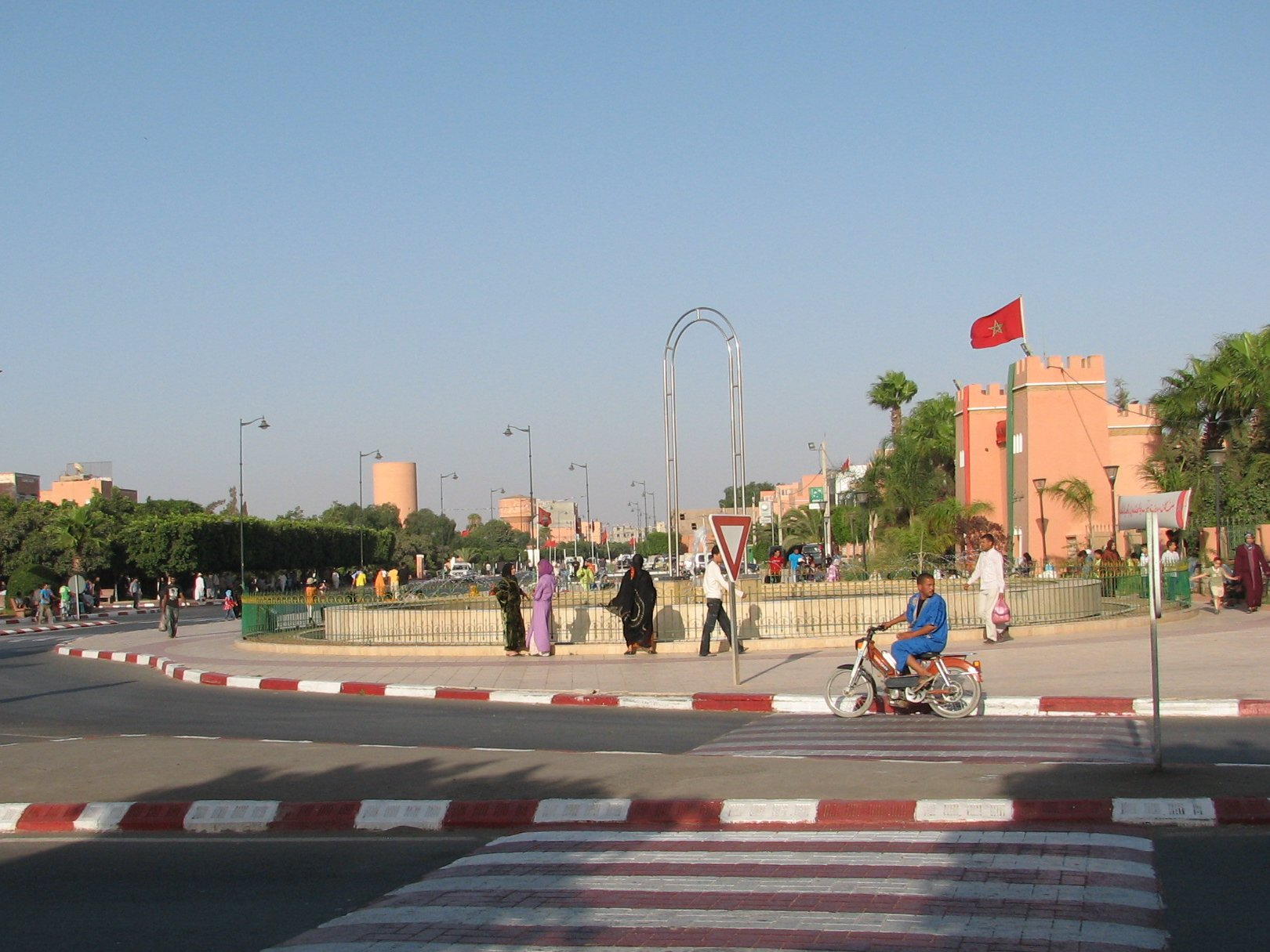
ساحة المسيرة الخضراء مقر جماعة بيوكرى / البلدية + الباشوية